# Брестово (Станари)
Брестово је насељено мјесто у општини Станари, Република Српска, БиХ. До 2014. године насеље се налазило у граду Добоју. Према попису становништва из 2013. у насељу је живјело 1.254 становника.

## Становништво
| Демографија | Демографија | Демографија |
| Година      | Становника  | Становника  |
| ----------- | ----------- | ----------- |
| 1961.       | 1.426       |             |
| 1971.       | 1.513       |             |
| 1981.       | 1.417       |             |
| 1991.       | 1.252       |             |